# الفرع الهامشي الأيمن للشريان التاجي الأيمن
الفرع الهامشي الأيمن للشريان التاجي الأيمن (بالإنجليزية: Right marginal branch of right coronary artery)‏‏ هو شريان يتفرعُ من شريان تاجي أيمن.